# Вайсман, Александр Ильич
Александр Вайсман (ивр.  אלכסנדר וויסמן‎, англ. Alexander Vaisman; 14 марта 1967, Черновцы, СССР) — израильский художник, иллюстратор, график.

## Биография
Александр Вайсман родился в Черновцах, в семье архитектора Ильи Вайсмана (родом из города Галац) и медсестры Гени Вайсман (родом из Оргеева). Рисовать начал с ранних лет. В 1986 году закончил Черновицкое музыкальное училище по классу скрипки. В 1986—1988 годах служил в советской армии.
По словам художника:
Вечерами в Ленинской комнате я слышал, как офицеры рассказывали, что они жили в домах, где раньше были евреи. Я был единственный еврей и не скрывал этого. Мне было очень тяжело. Я служил в тех самых местах, где были погромы — в Хмельницком. Вокруг были еврейские деревни и не было ни одного еврея. Когда никого не было, ночью я начал рисовать черной тушью лица …. Я никогда их раньше не видел…"

В 1988 году поступил в Московский государственный университет тонких химических технологий им. М. В. Ломоносова, но не окончил его, уехав в 1991 году вместе с семьёй в Израиль. Живёт в Нацрат-Илите.

## Творчество
В творчестве художника ведущее место занимает еврейская тематика — тема еврейского местечка.
Главная тема его творчества — еврейское местечко. … Его творчество — это ностальгия по несуществующему. Для Вайсмана местечко — поэзия, сказка. Его персонажи, как шагаловские, умеют летать. Саша никому не подражает. Но его герои обладают внутренней легкостью и поэтому готовы оторваться от земли.
Автор множества картин и рисунков на еврейскую тематику.

Автор иллюстраций к книгам, изданным в Израиле, России, Франции, США.

Участник израильского фестиваля «Майн штетеле» («Мое местечко»), посвященный памяти Марка Шагала.

Неоднократно выставлял свои работы на художественных выставках в Израиле и США.

В 1993 году в Черновицком государственном музее состоялась персональная выставка работ А. Вайсмана. Семь картин художника находятся в постоянной экспозиции музея.